# Katastrofa lotnicza nad Dnieprodzierżyńskiem
Katastrofa lotnicza nad Dnieprodzierżyńskiem – zderzenie w powietrzu dwóch radzieckich samolotów: Tupolew Tu-134 linii Aerofłot, lecącego z Czelabińska z międzylądowaniem w Woroneżu do Kiszyniowa, z 88 pasażerami (oraz 6 członkami załogi) i samolotu Tupolew Tu-134, również należącego do linii Aerofłot, lecącego z Taszkentu z międzylądowaniem w Doniecku do Mińska, z 77 pasażerami (oraz 7 członkami załogi). Katastrofa miała miejsce 11 sierpnia 1979 roku. W jej wyniku zginęli wszyscy ludzie na pokładach obu maszyn, tj. 178 osób. Bezpośrednią przyczyną zderzenia były błędne polecenia wydane załogom obu samolotów przez kontrolerów z Charkowa – Nikołaja Żukowskiego i Władimira Sumskiego.

## Przebieg katastrofy
Tupolew Tu-134 (nr rej. СССР-65816) wystartował z lotniska w Woroneżu w stronę portu docelowego w Kiszyniowie. Kolejny samolot, również Tupolew Tu-134 (nr rej. СССР-65735), wystartował z lotniska w Doniecku w stronę portu docelowego w Mińsku.
Tamtego dnia w centrum ruchu lotniczego w Charkowie dyżur pełniło sześciu dyspozytorów. Na bardziej intensywny sektor starszy kierownik zmiany Siergiej Siergiejew wyznaczył młodego 21-letniego pracownika Nikołaja Żukowskiego. Monitorowanie jego pracy powierzono Władimirowi Sumskiemu, chociaż tę funkcję mógł wykonywać jedynie Siergiejew.
Sytuację skomplikował fakt, że w tamtym dniu miał lecieć na Krym Konstantin Czernienko, przyjaciel i „prawa ręka” Leonida Breżniewa, dla którego był otwarty z samego rana jeden z trzech korytarzy powietrznych (Breżniew wypoczywał wówczas na Krymie). Dla innych samolotów pozostały tylko dwa korytarze powietrzne.
Samoloty leciały na wysokości 8400 m w chmurach pod kątem 90° do siebie. Żukowski błędnie wyliczył, że oba samoloty ominą się. Niebezpieczeństwo zauważył Władimir Sumski. O 13:34 dał on rozkaz białoruskiej załodze wspiąć się na wysokość 9600 metrów. W audycji usłyszał: „Rozumiem...” (odpowiedź była niezrozumiana). Sumski był pewien, że to odpowiedziała załoga białoruska i polecenie zostanie wykonane. W rzeczywistości te słowa należały do załogi trzeciego samolotu, Iljuszyna Ił-62, który leciał do Taszkentu. Po 1 minucie i 10 sekundach dwa samoloty zderzyły się. Pierwszy o katastrofie zgłosił dowódca samolotu Antonowa An-2, który znajdował się w pobliżu: „W okolicach Kuriłowki obserwuję spadające części samolotu. Moim zdaniem, Tu-134”. Dwa samoloty zderzyły się na wysokości 8400 m pod kątem 135°.

## Następstwa
Po 9 miesiącach sąd uznał za winnych Żukowskiego i Sumskiego i skazał każdego na 15 lat w kolonii. Starszego zmiany Siergiejewa, jak również innych naczelników wyższego rzędu, sąd nie zawezwał nawet w charakterze świadków.
W katastrofie lotniczej zginęło 17 piłkarzy oraz trenerów z klubu Paxtakor Taszkent, którzy lecieli z Doniecka do Mińska na mecz ligowy z miejscowym Dynamem. Prawie wszystkich zmarłych członków drużyny piłkarskiej pochowano w Taszkencie na miejskim cmentarzu Botkina, gdzie wzniesiono im pomnik.
Dwadzieścia lat po katastrofie na temat jej przyczyn wypowiedział się sędzia Leonid Czajkowski, który prowadził sprawę. Oświadczył, że po odsłuchaniu czarnych skrzynek rozbitych samolotów stwierdzono, że na pokładzie samolotu białoruskiego (СССР-65735) załoga świętowała fakt, że na pokładzie znajdują się członkowie sławnej drużyny piłkarskiej i że winę za wypadek ponosi pilot tego samolotu.
Z powodu tej tragedii Paxtakor Taszkent w 1979 roku został wzmocniony przez ochotników z innych klubów: po jednym z każdego z 15 klubów Wyższej Ligi mistrzostw ZSRR. Ponadto w regulaminie mistrzostw ZSRR w piłce nożnej został wprowadzony punkt, zgodnie z którym w okresie kolejnych dwóch (według innych źródeł – pięciu) lat, niezależnie od wyniku, Paxtakor Taszkent utrzymuje się w najwyższej lidze radzieckiej piłki nożnej.